# TG2 10 minuti
TG2 10 minuti (nota anche come TG2 Dieci minuti), è stata una rubrica del TG2 condotta da Maurizio Martinelli e andato in onda su Rai 2 dal 2004 al 2007.

## Storia del programma
La rubrica come diceva il nome stesso durava 10 minuti. Nella rubrica si parlava di fatti e questioni calde nazionali e internazionali nella quale viene anche ospite la persona del fatto. La rubrica andava in onda dal lunedì al venerdì alle 18:00 e successivamente alle 20:55 all'interno del TG2 delle 20:30.
La descrizione ufficiale del programma era: "10 Minuti - Un'agile finestra informativa sui fatti, personaggi e questioni più calde della realtà nazionale ed internazionale."
Nell'autunno del 2007 la rubrica cambiò nome in "TG2 Punto di vista" e all'epoca si chiamava "Punto 7" in onda ma condotto da Arrigo Levi su Canale 5.
Con questa seconda denominazione, il programma ebbe come ospite Silvio Berlusconi.

## La vicenda De Martino
Nel 2006 il programma divenne particolarmente celebre grazie al tentativo di Nicola De Martino di darsi fuoco mentre partecipava alla trasmissione. Nicola De Martino era un padre separato che aveva potuto rivedere suo figlio Luca, presente anche lui in studio, solo dopo che quest'ultimo aveva raggiunto la maggiore età (in quanto la madre l'aveva portato con sé in Australia, impedendo al padre di avvicinarsi a lui). Durante la diretta, l'uomo, visibilmente agitato, ad un certo punto estrae dalla giacca un accendino e un flacone, contenente a suo dire benzina, e si cosparge del liquido al suo interno minacciando di darsi fuoco qualora il conduttore non avesse letto una sua lettera. Fu bloccato all'istante da tre tecnici, dal conduttore stesso e dal figlio. Martinelli, da principio, acconsentì a leggere la lettera; avendola trovata "estremamente lunga", chiese a De Martino di riassumerne il contenuto, salvo poi interromperlo qualche minuto dopo dicendo di non voler più sottostare al suo ricatto e invitando l'uomo a chiedere scusa ai telespettatori. De Martino acconsentì e chiese scusa spiegando anche che quello che aveva fatto era per incoraggiare le persone nella sua stessa situazione a parlare. Poco dopo, mentre era già in onda la sigla di coda, Martinelli, ignaro che i microfoni fossero ancora accesi, apostrofò l'ospite con l'espressione ''lei è un pezzo di merda!", che fu chiaramente udita anche dai telespettatori a casa. Il programma Blob mandò tale scena per un mese. Nell'edizione del TG2 delle 13.00 del giorno seguente, il conduttore si scusò nuovamente per il gesto di De Martino e anche per l'insulto in diretta, ringraziando altresì i tecnici presenti in quel momento che lo aiutarono a bloccare l'ospite. Successivamente l'episodio di Nicola De Martino è diventato un vero e proprio fenomeno di Internet grazie alla larga diffusione del video tramite i social network e alle conseguenti parodie da esso ispirate.

## Sigla
Fino al 2006-2007 aveva un vera e propria sigla di testa e di coda, ma dal 2006-2007 è stata abolita la sigla di testa e di coda e si concludeva con la sigla di coda del TG2 delle 20:30 (usata anche per la sigla finale dell'edizione mattutina).